# Liste der Biografien/Muller, H
Liste der Biografien |
Portal Biografien |
H Personensuche
# |
A |
B |
C |
D |
E |
F |
G |
H |
I |
J |
K |
L |
M |
N |
O |
P |
Q |
R |
S |
T |
U |
V |
W |
X |
Y |
Z |
?
 
Ma |
Mb |
Mc |
Md |
Me |
Mf |
Mg |
Mh |
Mi |
Mj |
Mk |
Ml |
Mm |
Mn |
Mo |
Mp |
Mq |
Mr |
Ms |
Mt |
Mu |
Mv |
Mw |
Mx |
My |
Mz
 
Mua |
Mub |
Muc |
Mud |
Mue |
Muf |
Mug |
Muh |
Mui |
Muj |
Muk |
Mul |
Mum |
Mun |
Muo |
Mup |
Muq |
Mur |
Mus |
Mut |
Muu |
Muv |
Muw |
Mux |
Muy |
Muz
 
Mula |
Mulb |
Mulc |
Muld |
Mule |
Mulf |
Mulg |
Mulh |
Muli |
Mulj |
Mulk |
Mull |
Mulm |
Muln |
Mulo |
Mulr |
Muls |
Mult |
Mulu |
Mulv |
Mulw |
Muly |
Mulz
 
Mulla |
Mulle |
Mullg |
Mullh |
Mulli |
Mulln |
Mullo |
Mullr |
Mully
 
Mulled |
Mullei |
Mullej |
Mullem |
Mullen |
Muller |
Mulles |
Mulley
 
Muller, A |
Muller, B |
Muller, C |
Muller, D |
Muller, E |
Muller, F |
Muller, G |
Muller, H |
Muller, I |
Muller, J |
Muller, K |
Muller, L |
Muller, M |
Muller, N |
Muller, O |
Muller, P |
Muller, Q |
Muller, R |
Muller, S |
Muller, T |
Muller, U |
Muller, V |
Muller, W |
Muller, X |
Muller, Y |
Muller, Z |
Mullera |
Mullerb |
Mullerh |
Mullerl |
Mullerp |
Mullers |
Mullerw |
Mullery
Die Liste der Biografien führt alle Personen auf, die in der deutschsprachigen Wikipedia einen Artikel haben. Dieses ist eine Teilliste mit 269 Einträgen von Personen, deren Namen mit den Buchstaben „Muller, H“ beginnt.

## Muller, H

### Muller, Ha
- Müller, Hagen (* 1944), deutscher Politiker (SPD), MdL
- Müller, Hajo (1931–2020), deutscher Schauspieler und Opernsänger (Bass)
- Müller, Hanfried (1925–2009), deutscher evangelischer Theologe und inoffizieller Mitarbeiter der DDR-Staatssicherheit
- Müller, Hanna-Elisabeth (* 1985), deutsche Opern-, Konzert- und Liedsängerin in der Stimmlage Sopran
- Müller, Hannes (* 1977), österreichischer Koch
- Müller, Hannes (* 2000), deutscher Hockeyspieler
- Müller, Hanno (1948–2023), deutscher Heimatforscher und Autor
- Müller, Hanns (1885–1972), deutscher Politiker (FDP), Oberbürgermeister von Krefeld
- Müller, Hanns (1901–1999), deutscher Maler
- Müller, Hanns Christian (* 1949), deutscher Regisseur, Drehbuchautor, Songwriter und Musiker
- Müller, Hanns-Ferdinand (* 1965), deutscher Manager und Unternehmer
- Müller, Hans († 1525), Bauernführer im Deutschen Bauernkrieg 1525Hans Müller († 1525)

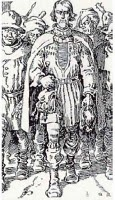
Hans Müller († 1525)

- Müller, Hans (1854–1897), deutscher Musikwissenschaftler und Autor
- Müller, Hans (1864–1951), deutscher Architekt und Kommunalpolitiker
- Müller, Hans (1867–1950), deutscher Publizist und Wirtschaftstheoretiker
- Müller, Hans (1868–1953), Schweizer Brauereiunternehmer
- Müller, Hans (1873–1937), österreichischer Bildhauer
- Müller, Hans (1881–1933), deutscher Rechtsanwalt und Manager der medizinisch-technischen Industrie
- Müller, Hans (1884–1961), deutscher Jurist, Verwaltungsbeamter und Politiker (CSU)
- Müller, Hans (1891–1988), Schweizer Agrarpolitiker und Agrarwissenschaftler
- Müller, Hans (1896–1971), österreichischer Schachspieler und Theoretiker
- Müller, Hans (1898–1974), deutscher Politiker (SPD), MdB
- Müller, Hans (1898–1985), deutscher Ingenieur, Künstler und Esoteriker
- Müller, Hans (1900–1965), schweizerisch-amerikanischer Physiker und Hochschullehrer
- Müller, Hans (1902–1968), deutscher Ingenieur
- Müller, Hans (1906–1962), deutscher Politiker (SPD, SDA), MdV
- Müller, Hans (* 1906), deutscher JuristHans Müller (* 1906)

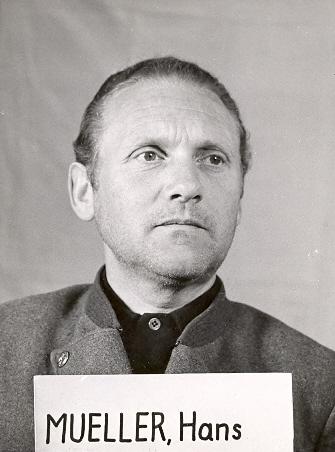
Hans Müller (* 1906)

- Müller, Hans (1909–1977), deutscher Regisseur
- Müller, Hans (1915–1994), deutsch-chinesischer Arzt
- Müller, Hans (1915–1974), deutscher Sachbearbeiter und Politiker (NPD)
- Müller, Hans (1916–2013), Schweizer Unternehmer
- Müller, Hans (1922–2002), deutscher Fußballspieler
- Müller, Hans (1925–1989), Schweizer Staatsbeamter
- Müller, Hans (1931–2021), Schweizer Eiskunstläufer
- Müller, Hans (* 1943), österreichischer Geschäftsleiter und Politiker (FPÖ), Abgeordneter zum Nationalrat
- Müller, Hans (* 1949), deutscher Politiker (SPD), MdL
- Müller, Hans Alexander (1888–1962), deutscher Grafiker und Buchillustrator
- Müller, Hans Bernd, deutscher Hörspielregisseur
- Müller, Hans Carl (1889–1960), deutscher Schauspieler, Theaterregisseur und Theaterintendant
- Müller, Hans Christian (1921–2010), deutscher Architekt und Stadtplaner, Senatsbaudirektor in Berlin
- Müller, Hans Christopher (1818–1897), färöischer Politiker und Beamter
- Müller, Hans Heinrich (1879–1951), deutscher Architekt
- Müller, Hans Helmut (1930–2009), deutscher Bühnen- und Kostümbildner, Maler und Grafiker
- Müller, Hans Joachim (1909–1994), deutscher Maler und Zeichner
- Müller, Hans Joachim (1911–2007), deutscher Zoologe und Entomologe
- Müller, Hans Karl (1899–1977), deutscher Ophthalmologe
- Müller, Hans Ludwig (1724–1809), Schweizer Unternehmer
- Müller, Hans Robert (1911–1999), österreichischer Mathematiker, Professor und Direktor mathematischer Institute an Universitäten
- Müller, Hans von (1875–1944), deutscher Germanist und Privatgelehrter
- Müller, Hans Werner, deutscher Politiker (50Plus)
- Müller, Hans Werner, deutscher Neurobiologe
- Müller, Hans Wolfgang (1907–1991), deutscher Ägyptologe
- Müller, Hans-Christoph (* 1949), deutscher Fußballspieler
- Müller, Hans-Dieter (1929–2013), deutscher Ingenieur und Hochschullehrer
- Müller, Hans-Dieter (* 1962), deutscher Brigadegeneral der Bundeswehr und Abteilungsleiter IV im Bundesamt für das Personalmanagement der Bundeswehr
- Müller, Hans-Friedrich (* 1964), deutscher Rechtswissenschaftler, Hochschullehrer und Richter
- Müller, Hans-Georg (* 1937), deutscher Sprachwissenschaftler
- Müller, Hans-Georg (* 1976), deutscher Germanist
- Müller, Hans-Günther (* 1955), österreichischer Sänger und Schauspieler
- Müller, Hans-Harald (* 1943), deutscher Germanist
- Müller, Hans-Heinrich (1926–2023), deutscher Wirtschafts- und Agrarhistoriker
- Müller, Hans-Helmut (1938–2019), deutscher Schauspieler und Synchronsprecher
- Müller, Hans-J. (* 1952), deutscher Bildhauer
- Müller, Hans-Joachim (* 1947), deutscher Kunstkritiker
- Müller, Hans-Joachim (* 1947), deutscher Romanist
- Müller, Hans-Jürgen (1936–2009), deutscher Kunsthändler
- Müller, Hans-Jürgen (* 1957), deutscher Politiker (Bündnis 90/Die Grünen), MdL
- Müller, Hans-Jürgen (* 1962), deutscher Handballspieler
- Müller, Hans-Martin (1928–2010), deutscher evangelischer Theologe
- Müller, Hans-Martin (* 1952), deutscher Musiker (Flöte), Konzertveranstalter und Musikproduzent
- Müller, Hans-Peter (1934–2004), deutscher protestantischer Theologe
- Müller, Hans-Peter (* 1942), deutscher Maler, Grafiker und Plastiker
- Müller, Hans-Peter (* 1951), deutscher Soziologe
- Müller, Hans-Peter (* 1955), deutscher Politiker (SPD)
- Müller, Hans-Peter (* 1956), deutscher Klassischer Archäologe
- Müller, Hans-Peter (* 1958), deutscher Komponist und Interpret volkstümlicher Musik
- Müller, Hans-Rainer (* 1945), deutscher Schauspieler und SynchronsprecherHans-Rainer Müller (* 1945)

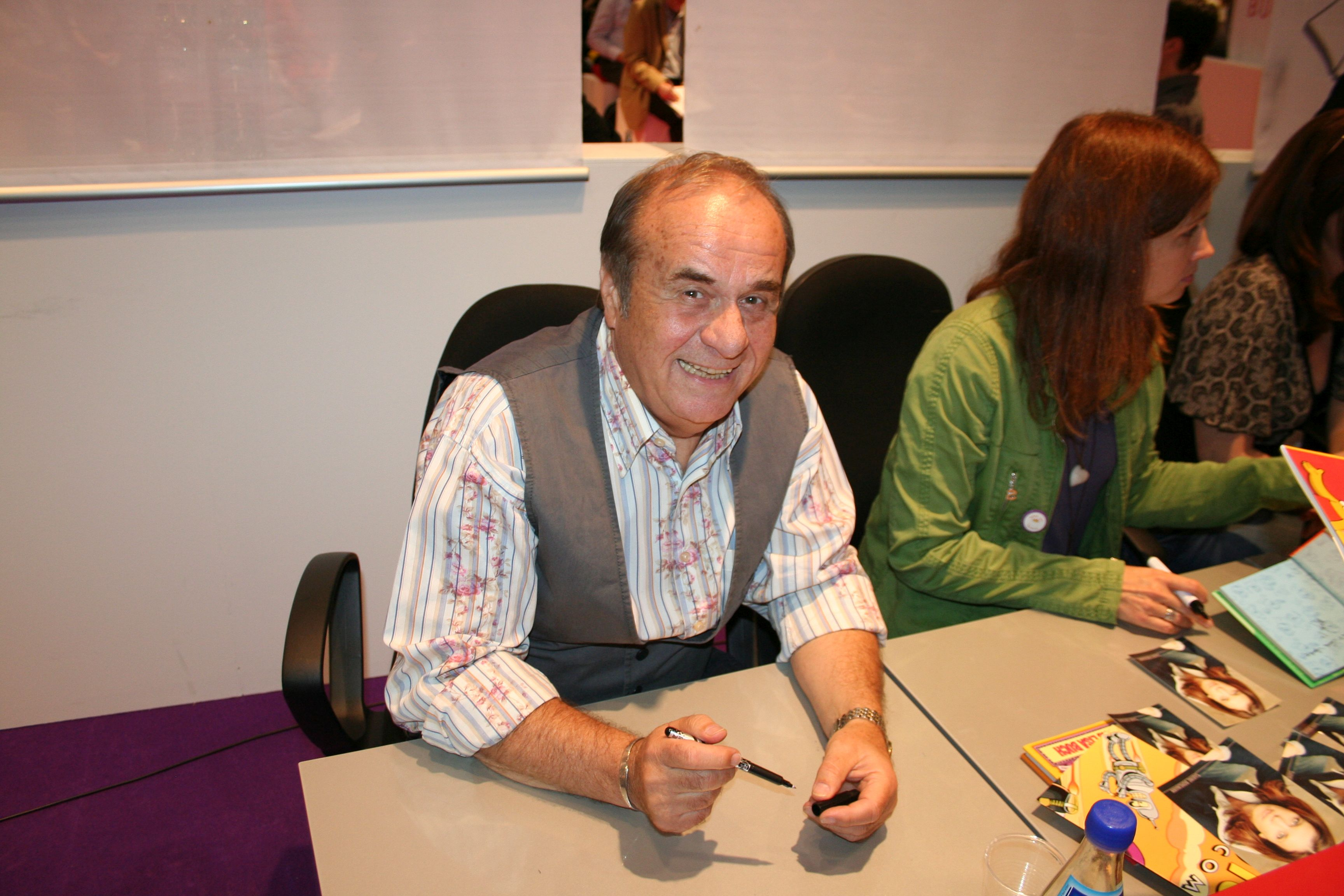
Hans-Rainer Müller (* 1945)

- Müller, Hans-Reinhard (1922–1989), deutscher Schauspieler, Regisseur und Intendant
- Müller, Hans-Walter (* 1935), deutscher Bauingenieur, Architekt und Künstler
- Müller, Hans-Werner (1916–2007), deutscher Mediziner
- Müller, Hans-Werner (* 1942), deutscher Politiker (CDU), MdB, MdEP, Generalsekretär der UEAPME
- Müller, Hansi (* 1957), deutscher FußballspielerHansi Müller (* 1957)

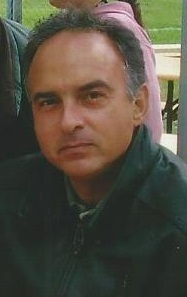
Hansi Müller (* 1957)

- Müller, Hansjörg (* 1968), deutscher Volkswirt und Politiker (AfD), MdB
- Müller, Hansruedi (* 1940), Schweizer Bobfahrer
- Müller, Hansruedi (* 1947), Schweizer Tourismuswissenschafter und Sportfunktionär
- Müller, Hanswerner (1899–1983), deutscher Bundesrichter
- Müller, Harald (1895–1982), deutscher Elektrotechniker
- Müller, Harald (* 1949), deutscher Politikwissenschaftler
- Müller, Harald (* 1949), deutscher Bibliothekar und Jurist
- Müller, Harald (* 1962), deutscher Historiker
- Müller, Harald S. (* 1951), deutscher Bauingenieur und Hochschullehrer
- Muller, Harold (1901–1962), US-amerikanischer Footballspieler und Leichtathlet
- Müller, Harro (* 1943), deutscher Germanist
- Müller, Harry (1930–2020), deutscher Bildhauer und Zeichner
- Müller, Hartmut (* 1938), deutscher Historiker, Archivar, Forscher, Autor und Herausgeber
- Müller, Hartvig Jochum († 1793), dänischer Orgelbauer, Klavierbauer und Kirchenausstatter
- Müller, Hartwig (* 1940), deutscher Polizeioffizier und Generalmajor der VP
- Muller, Hayden (* 2002), englischer Fußballspieler

### Muller, He
- Müller, Hedwig (* 1953), deutsche Tanzhistorikerin und Theaterwissenschaftlerin
- Müller, Heidi, deutsche Tischtennisspielerin
- Müller, Heidy Margrit (* 1952), Schweizer Germanistin und Professorin für deutsche Literatur
- Müller, Heiko (* 1959), deutscher Ingenieur und Politiker (SPD), MdL
- Müller, Heiko (* 1968), deutscher Künstler
- Müller, Heime (* 1970), deutscher Geiger
- Müller, Hein (1903–1945), deutscher Boxer
- Müller, Heiner (1929–1995), deutscher Dramatiker, Schriftsteller, Regisseur und IntendantHeiner Müller (1929–1995)

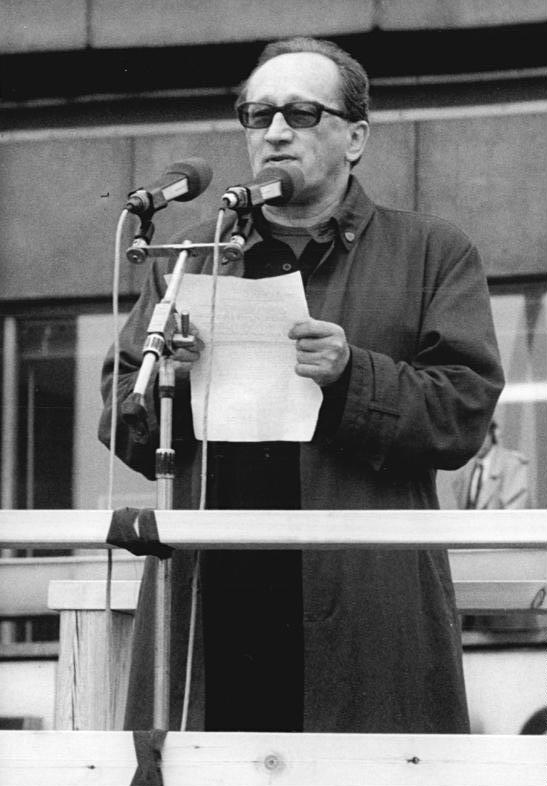
Heiner Müller (1929–1995)

- Müller, Heini (* 1934), deutscher Fußballspieler und Trainer
- Müller, Heini (* 1942), deutscher Schauspieler und Hörspielsprecher
- Müller, Heinrich, Schweizer Skispringer
- Müller, Heinrich (1609–1692), deutscher Rentmeister, Finanz- und Geschäftsmann in dänischen Diensten
- Müller, Heinrich (1631–1675), deutscher lutherischer Geistlicher, Theologe und Kirchenlieddichter
- Müller, Heinrich (1759–1814), deutscher Theologe
- Müller, Heinrich (1778–1851), deutscher Glasmaler
- Müller, Heinrich, deutscher Zeichner und Maler der Romantik
- Müller, Heinrich (1819–1890), deutscher Architekt
- Müller, Heinrich (1820–1864), deutscher Anatom und Hochschullehrer
- Müller, Heinrich (* 1825), deutscher Richter und Politiker, MdL
- Müller, Heinrich (1831–1892), Mitglied des Provinziallandtages der Provinz Hessen-Nassau
- Müller, Heinrich (1834–1906), deutscher Reichsgerichtsrat
- Müller, Heinrich (1849–1906), deutscher Bauunternehmer und Architekt, hessischer Politiker (NLP)
- Müller, Heinrich (1880–1970), deutscher evangelischer Theologe und Kirchenhistoriker
- Müller, Heinrich (1880–1943), tschechoslowakischer Politiker
- Müller, Heinrich (1885–1960), Schweizer Maler, Grafiker, Kunstpädagoge und Denkmalpfleger
- Müller, Heinrich (1885–1943), deutscher Politiker (NSDAP), MdR
- Müller, Heinrich (1886–1958), deutscher Spielwarenfabrikant
- Müller, Heinrich (1888–1957), Schweizer Fussballspieler, -funktionär und -trainer sowie Industrieller
- Müller, Heinrich (1892–1968), deutscher Architekt, Baubeamter der Postbauschule, Hochschullehrer
- Müller, Heinrich (1894–1967), deutscher Politiker (Zentrum, CDU) und Diplomat
- Müller, Heinrich (1896–1945), deutscher Jurist, Verwaltungsbeamter und Politiker (NSDAP)
- Müller, Heinrich (* 1900), deutscher Polizist, Chef des Amtes IV (Geheime Staatspolizei) im Reichssicherheitshauptamt (RSHA) während der Zeit des NationalsozialismusHeinrich Müller (* 1900)

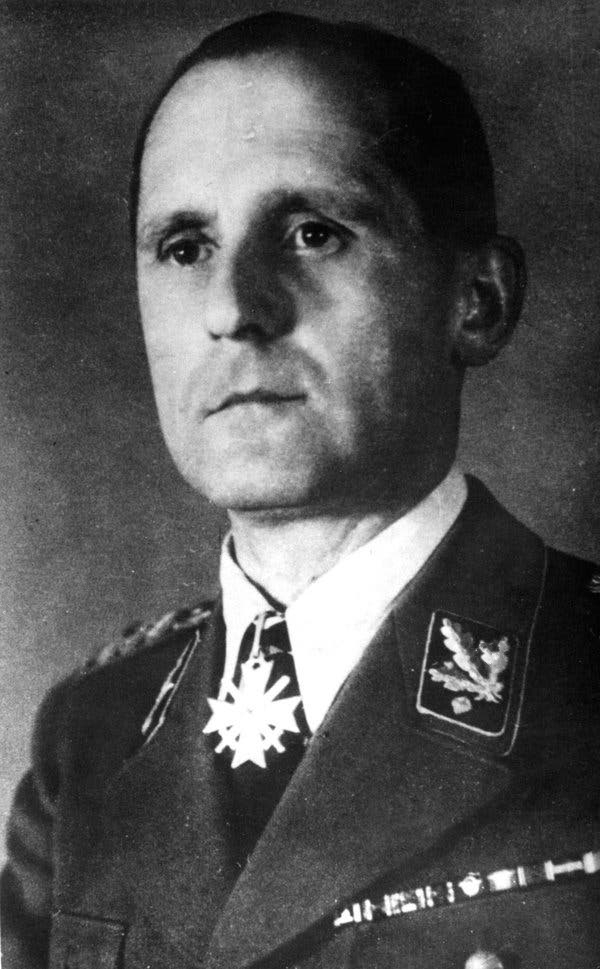
Heinrich Müller (* 1900)

- Müller, Heinrich (1901–1966), deutscher Lehrer, Schulbuchautor und Politiker (SPD), MdB
- Müller, Heinrich (1903–1978), Schweizer Maler, Glasmaler, Grafiker und Kunstpädagoge
- Müller, Heinrich (1909–2000), österreichischer Fußballspieler und -trainer
- Müller, Heinrich (1919–2005), deutscher Politiker (SPD), MdB
- Müller, Heinrich (1925–2018), deutscher Waffenhistoriker
- Müller, Heinrich (1926–1997), Schweizer Radsportler
- Müller, Heinrich (* 1946), Schweizer Journalist und Musiker
- Müller, Heinrich Adrian (1636–1706), deutscher Gutsbesitzer und kaiserlicher Resident in Lübeck
- Müller, Heinrich Andreas (* 1950), Schweizer Richter
- Müller, Heinrich Anton (1869–1930), Schweizer Maler
- Müller, Heinrich August (1766–1833), deutscher Schriftsteller, Theologe und Übersetzer
- Müller, Heinrich August (1832–1903), deutscher Kaufmann und Politiker
- Müller, Heinrich Carl (1791–1876), deutscher Kaufmann und Textil-Unternehmer
- Müller, Heinrich David (1804–1888), deutscher Lederfabrikant und Politiker, MdL
- Müller, Heinrich Fidelis (1837–1905), deutscher Priester und Komponist
- Müller, Heinrich Friedrich (1779–1848), österreichischer Kunst- und Musikalienhändler und Bilderbuch-Verleger
- Müller, Heinrich Theodor (1901–1985), deutscher Zahnarzt, Mitglied der Waffen-SS, Leiter der SD-Außenstelle Bonn
- Müller, Heinrich Wilhelm (1859–1933), deutscher Kaufmann und Fotograf
- Müller, Heinz (1872–1941), deutscher Bildhauer und Medailleur
- Müller, Heinz (* 1914), deutscher Politiker und Landrat des Kreises Wittgenstein (1961–1963)
- Müller, Heinz (1920–1983), deutscher Politiker (FDP, CDU), MdL
- Müller, Heinz (1924–2007), deutscher Maler
- Müller, Heinz (1924–1975), deutscher Radrennfahrer und Weltmeister
- Müller, Heinz (* 1926), deutscher Fußballspieler
- Müller, Heinz (1929–2021), deutscher Bauingenieur und Hochschullehrer
- Müller, Heinz (* 1943), deutscher Fußballspieler
- Müller, Heinz (1943–1970), deutsches Maueropfer
- Müller, Heinz (* 1954), deutscher Politiker (SPD), MdL
- Müller, Heinz (* 1978), deutscher Fußballtorhüter
- Müller, Heinz W. (* 1950), Schweizer Journalist
- Müller, Heinz-Rudi (1919–2005), deutscher Maler
- Müller, Heio (1917–1968), deutscher Rundfunkregisseur und Autor
- Müller, Helene (* 1900), deutsche Schriftstellerin
- Müller, Helga (1931–2020), deutsche Politikerin (SPD), MdA
- Muller, Helgi (1932–1971), estnische Schriftstellerin
- Müller, Hella (* 1942), deutsche Puppenspielerin
- Müller, Hellmuth, deutscher Kriminalbeamter
- Müller, Hellmuth (* 1946), deutscher Jurist, Richter am Bundesverwaltungsgericht a. D.
- Müller, Helmar (1939–2023), deutscher Leichtathlet und Olympiamedaillengewinner
- Müller, Helmut (1910–1986), deutscher LDPD-Funktionär
- Müller, Helmut (1925–2006), deutscher Fußballspieler
- Müller, Helmut (1928–2014), deutscher Jurist
- Müller, Helmut (1930–2019), deutscher SED-Funktionär, MdV, 2. Sekretär der SED-Bezirksleitung Berlin
- Müller, Helmut (1931–2012), deutscher Politiker (SPD), MdL
- Müller, Helmut (* 1937), deutscher Fußballspieler in der DDR
- Müller, Helmut (* 1937), deutscher Verwaltungsbeamter
- Müller, Helmut (1940–2023), deutscher Landwirt und Politiker (DBD, DDR-CDU, CDU), MdL
- Müller, Helmut (* 1944), deutscher Politiker (CSU), MdL
- Müller, Helmut (* 1952), deutscher katholischer Theologe
- Müller, Helmut (* 1952), deutscher Volkswirt und Politiker (CDU)
- Müller, Helmut (1953–2011), deutscher Fußballspieler
- Müller, Helmut A. (1929–2015), deutscher Physiker
- Müller, Helmut A. (* 1949), deutscher Pfarrer, Leiter des Evangelischen Bildungszentrums Hospitalhof Stuttgarts und Ausstellungsmacher
- Müller, Helmut G., deutscher Sportjournalist
- Müller, Hendrik (* 1970), deutscher Ethiker und Hochschullehrer
- Müller, Hendrik (* 1978), deutscher Handballspieler
- Müller, Hendrik (* 1986), deutscher Jazzmusiker (Bass)
- Müller, Henning, deutscher Medizininformatiker
- Müller, Henning (1896–1980), schwedischer Tennisspieler
- Müller, Henning Ernst (* 1961), deutscher Jurist, Kriminologe und Hochschullehrer
- Müller, Henrietta († 1906), britische Frauenrechtlerin, Herausgeberin und Theosophin
- Müller, Henriette (* 1961), deutsche Saxophonistin und Komponistin
- Müller, Henriette (* 1980), deutsche Schauspielerin
- Müller, Henriette Johanne Marie (1841–1916), Hamburger OriginalHenriette Johanne Marie Müller (1841–1916)

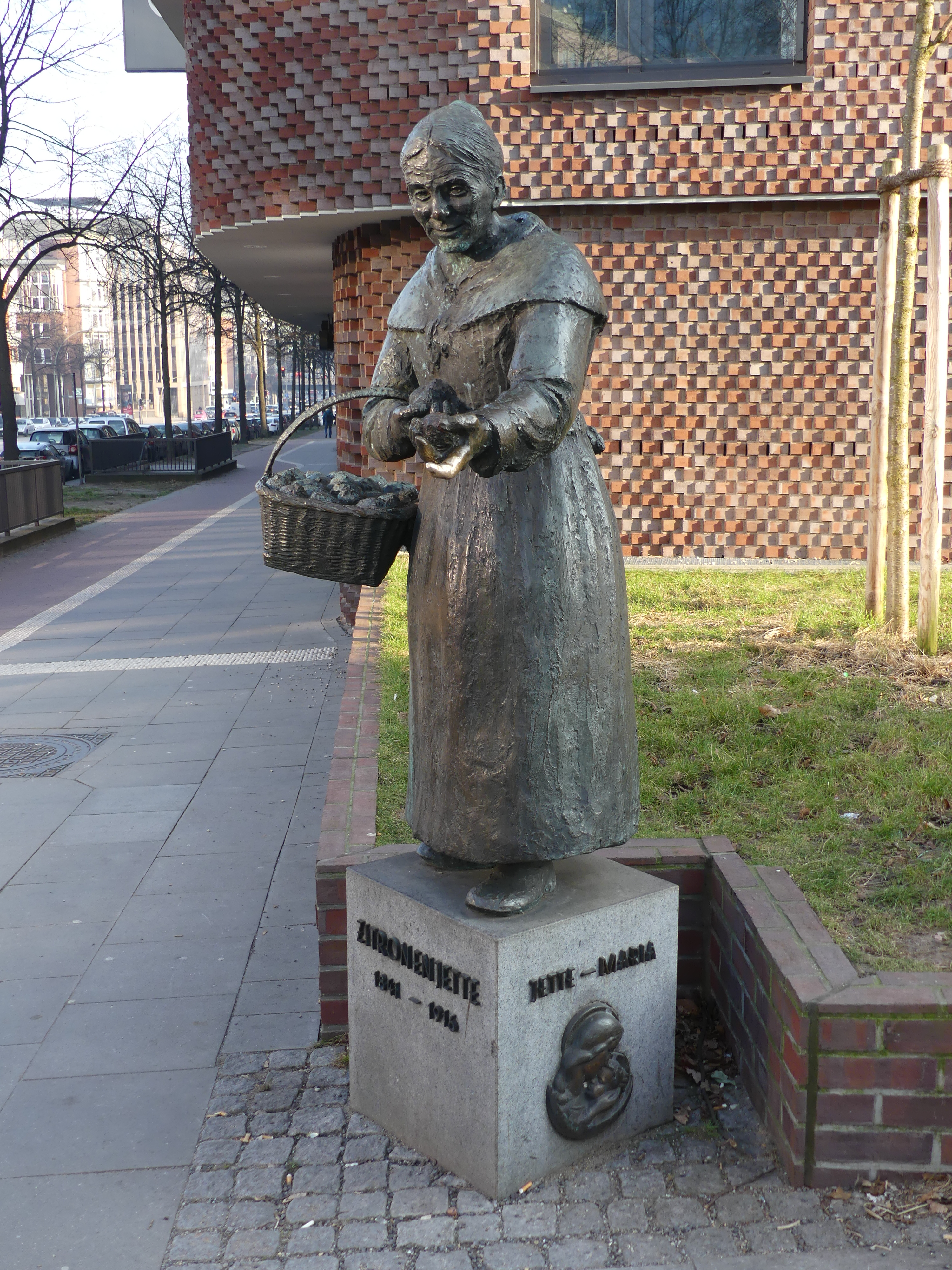
Henriette Johanne Marie Müller (1841–1916)

- Müller, Henrik (* 1965), deutscher Journalist, Autor und Wissenschaftler
- Müller, Henrike (* 1975), deutsche Politikerin (Bündnis 90/Die Grünen)
- Müller, Henrique (1922–2000), brasilianischer Ordensgeistlicher, römisch-katholischer Bischof von Joaçaba
- Müller, Henry (1896–1982), deutscher Fußballspieler
- Müller, Herbert (1900–1994), deutscher Politiker (SPD), MdL
- Müller, Herbert (1904–1966), deutscher Hockeyspieler
- Müller, Herbert (1910–2001), deutscher Maler
- Müller, Herbert (1920–1995), deutscher Architekt und Bauingenieur
- Müller, Herbert (* 1926), deutscher Fußballspieler (DDR)
- Müller, Herbert (* 1927), deutscher DBD-Funktionär, MdV
- Müller, Herbert (1929–2001), deutscher Lokalpolitiker (SPD), Bürgermeister von Schweinfurt
- Müller, Herbert (1932–2024), österreichischer Musiker, Journalist und Schallplattenmanager
- Müller, Herbert (1940–1981), Schweizer Auto- und Motorradrennfahrer
- Müller, Herbert (1940–2021), deutscher Volkswirt
- Müller, Herbert (* 1944), deutscher Politiker (SPD), MdL
- Müller, Herbert (* 1953), deutscher Maler und Kunstpädagoge
- Müller, Herbert (* 1962), deutscher Handballspieler und -trainer
- Müller, Herbert W. (1914–2017), deutscher Maschinenbauer und Hochschullehrer
- Müller, Heribert (* 1946), deutscher Historiker
- Müller, Heribert (1954–2020), deutscher Fußballspieler
- Müller, Hermann (1798–1841), Jurist und kurhessischer Abgeordneter
- Müller, Hermann (1829–1883), deutscher Botaniker
- Müller, Hermann (1859–1917), deutscher Kanalisationsfachmann und Baubeamter
- Müller, Hermann (1868–1932), deutscher Politiker (SPD), MdR
- Müller, Hermann (1868–1932), deutscher katholischer Geistlicher, Theologe und Kirchenmusiker
- Müller, Hermann (* 1873), deutscher sozialdemokratischer Politiker
- Müller, Hermann (1876–1931), deutscher Politiker (SPD), MdRHermann Müller (1876–1931)

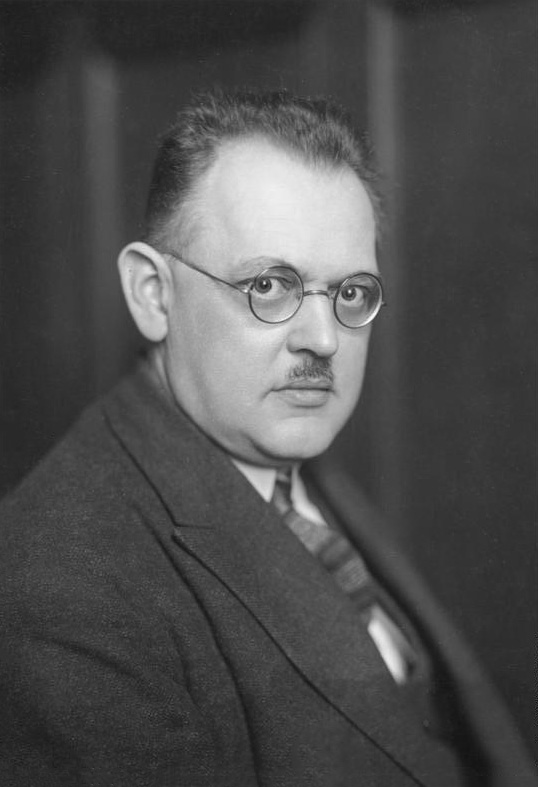
Hermann Müller (1876–1931)

- Müller, Hermann (1881–1946), deutscher Lehrer und Politiker
- Müller, Hermann (1882–1959), deutscher Jurist und Kommunalpolitiker (DDP)
- Müller, Hermann (1885–1947), deutscher Leichtathlet
- Müller, Hermann (1890–1970), deutscher Politiker (NSDAP), MdR
- Müller, Hermann (1902–1994), deutscher Landwirt und Politiker (CDU), MdL
- Müller, Hermann (1909–1988), deutscher SS-Sturmbannführer, Leiter der Außenstelle Sicherheitspolizei und SD in Tarnopol und verurteilter Kriegsverbrecher
- Müller, Hermann (* 1911), deutscher Radrennfahrer
- Müller, Hermann (1913–1991), deutscher Politiker (DVP, FDP), MdL, Finanzminister in Baden-Württemberg
- Müller, Hermann (1935–2013), deutscher Politiker (CDU), Bürgermeister von Idstein (1978–2002)
- Müller, Hermann (* 1960), deutscher Sportwissenschaftler und Hochschullehrer
- Müller, Hermann Alexander (1814–1894), deutscher Lehrer und Kunsthistoriker
- Müller, Hermann Eugen (1877–1967), deutscher Bergbau- und Vermessungsingenieur
- Müller, Hermann Friedrich (1843–1919), deutscher Philologe und Philosoph
- Müller, Hermann Gerhard (1803–1881), Kaufmann, Bürgermeister und Reichstagsabgeordneter
- Müller, Hermann Josef (1901–1955), deutscher Schriftsteller
- Müller, Hermann Joseph (1803–1876), deutscher Beamter, Jurist und Journalist; Mitglied der Frankfurter Nationalversammlung
- Muller, Hermann Joseph (1890–1967), US-amerikanischer Biologe und Genetiker, Nobelpreisträger
- Müller, Hermann Paul (1909–1975), deutscher Rennfahrer
- Müller, Hermann von (1832–1908), preußischer Generalleutnant und zuletzt Direktor des Waffendepartements in Kriegsministerium sowie stellvertretender Bevollmächtigter im Bundesrat
- Müller, Herta (* 1953), deutsche SchriftstellerinHerta Müller (* 1953)

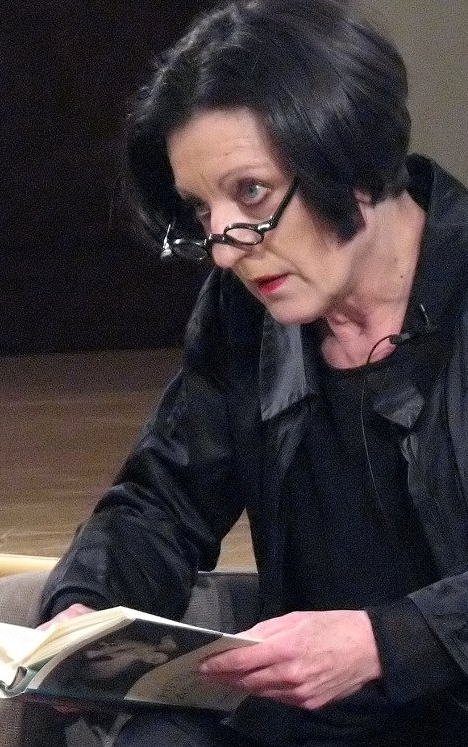
Herta Müller (* 1953)

### Muller, Hi
- Müller, Hieronymus (1785–1861), deutscher Philologe und Übersetzer
- Müller, Hilde (1902–1971), deutsche Schauspielerin, ein Kinderdarstellerin des frühen Stummfilms
- Müller, Hildegard (* 1967), deutsche Politikerin (CDU), MdB und Lobbyistin
- Muller, Hilgard (1914–1985), südafrikanischer Politiker und Außenminister
- Müller, Hinrich Just († 1811), deutscher Orgelbauer

### Muller, Ho
- Müller, Holger (1947–2019), deutscher Politiker (CDU), MdL
- Müller, Holger (* 1961), deutscher Radrennfahrer
- Müller, Holger (* 1961), deutscher Theologe und Autor
- Müller, Holger (* 1969), deutscher Comedian und Schauspieler
- Müller, Horst (1896–1975), deutscher Jurist
- Müller, Horst (* 1901), deutscher Ingenieur und Hochschullehrer
- Müller, Horst (* 1920), deutscher Fußballspieler
- Müller, Horst (1923–2005), deutscher Science-Fiction-Autor
- Müller, Horst (1929–2020), deutscher Pädagoge, Laienspielleiter, Theaterregisseur und Autor
- Müller, Horst (1932–2016), deutscher Ornithologe und Verleger
- Müller, Horst (* 1942), deutscher Politiker (CDU)
- Müller, Horst (* 1943), deutscher Künstler
- Müller, Horst (* 1945), deutscher Soziologe, Sozialinformatiker und Sozialphilosoph
- Müller, Horst (* 1952), deutscher Journalist sowie ehemaliger Manager
- Müller, Horst (1952–2011), deutscher Rennrodler

### Muller, Hu
- Müller, Hubert (1936–1995), deutscher römisch-katholischer Theologe und Kirchenrechtler
- Müller, Hubert (* 1964), Schweizer Badmintonspieler
- Müller, Hugo (1831–1882), deutscher Schriftsteller und Schauspieler
- Müller, Hugo (1832–1886), deutscher Geiger
- Müller, Hugo (1833–1915), deutsch-englischer Chemiker
- Müller, Hugo (1883–1961), Schweizer Bergsteiger und Arzt
- Müller, Hugo (1893–1975), Schweizer römisch-katholischer Geistlicher, Theologe und Onomastiker
- Müller, Hugo Erdmann (1817–1899), deutscher Jurist und Politiker